# 搖滾水果
《搖滾水果》是一部中国剧情片，影片于2015年11月27日正式上映。摇滚水果作为新片获邀参加第24届中国金鸡百花电影节拿下“国产新片推荐奖”。

## 劇情
講述一群怀揣梦想的青春少女从流浪歌手，遇到了落魄音樂製作人亚当，香蕉是机车修理工，苹果是夜店钢管舞女郎，榴莲是四处串台的选秀漂，草莓是沙滩小饭馆的服务员，四位業餘音樂少女，捲入了麒麟岛岛主真哥的陰謀中，历经艰难坎坷和黑道事件终成为爆红乐队。
片中三場演唱會主題曲《谁动了你的裙子》、《很快乐》、《再见十年》也由导演魏健演唱。